# Kathedraal van Bangor
De Sint-Deiniolkathedraal (Engels: Cathedral Church of Saint Deiniol) is een kathedraal van de Kerk in Wales en de zetel van de bisschop van Bangor. De kathedraal staat in Bangor, Wales.

## Geschiedenis
Al sinds de 6e eeuw wordt de plek van de huidige kathedraal gebruikt voor christelijke diensten. Oorspronkelijk stond er een klooster. Van dit gebouw is niets overgebleven. Het oudste gedeelte van het huidige gebouw stamt uit de eerste helft van de 12e eeuw. In 1211 werd de kathedraal grotendeels verwoest door troepen van Jan zonder Land. De kathedraal werd herbouwd, maar raakte in 1282 alweer zwaar beschadigd, ditmaal door toedoen van Eduard I van Engeland. Er volgde een nieuwe periode van herbouw. Het schip werd herbouwd aan het einde van de 14e eeuw. Het noodlot zou echter opnieuw toeslaan tijdens de opstand onder Owain Glyndŵr: de kathedraal raakte weer zwaar beschadigd. De nieuwe restauratie was klaar in 1532. In datzelfde jaar werd de toren gebouwd. In de 19e eeuw zou nog een uitgebreide en beeldbepalende herbouw plaatsvinden.